# Dämpfer (Musikinstrument)
Ein Dämpfer ist ein Utensil für ein Musikinstrument, um vor allem die Klangfarbe bzw. -qualität oder auch die Lautstärke desselben zu verändern. Er wird auch Sordine, Sourdine oder Moderator genannt. In der Notation steht über den entsprechenden Noten con sordino bzw. (straight/harmon/cup) mute, zur Auflösung steht ouvert, offen, aperto, open oder senza sordino. Auch „+“ oder „○“ für das geforderte „geschlossene“ (+) oder „offene“ (○) Instrument, werden bei Blechbläsern und hierbei besonders häufig bei den Hörnern verwendet und weisen bei letzteren auf einen Handstop (statt dem Dämpfen mittels eines Gerätes) hin.

## Streichinstrumente

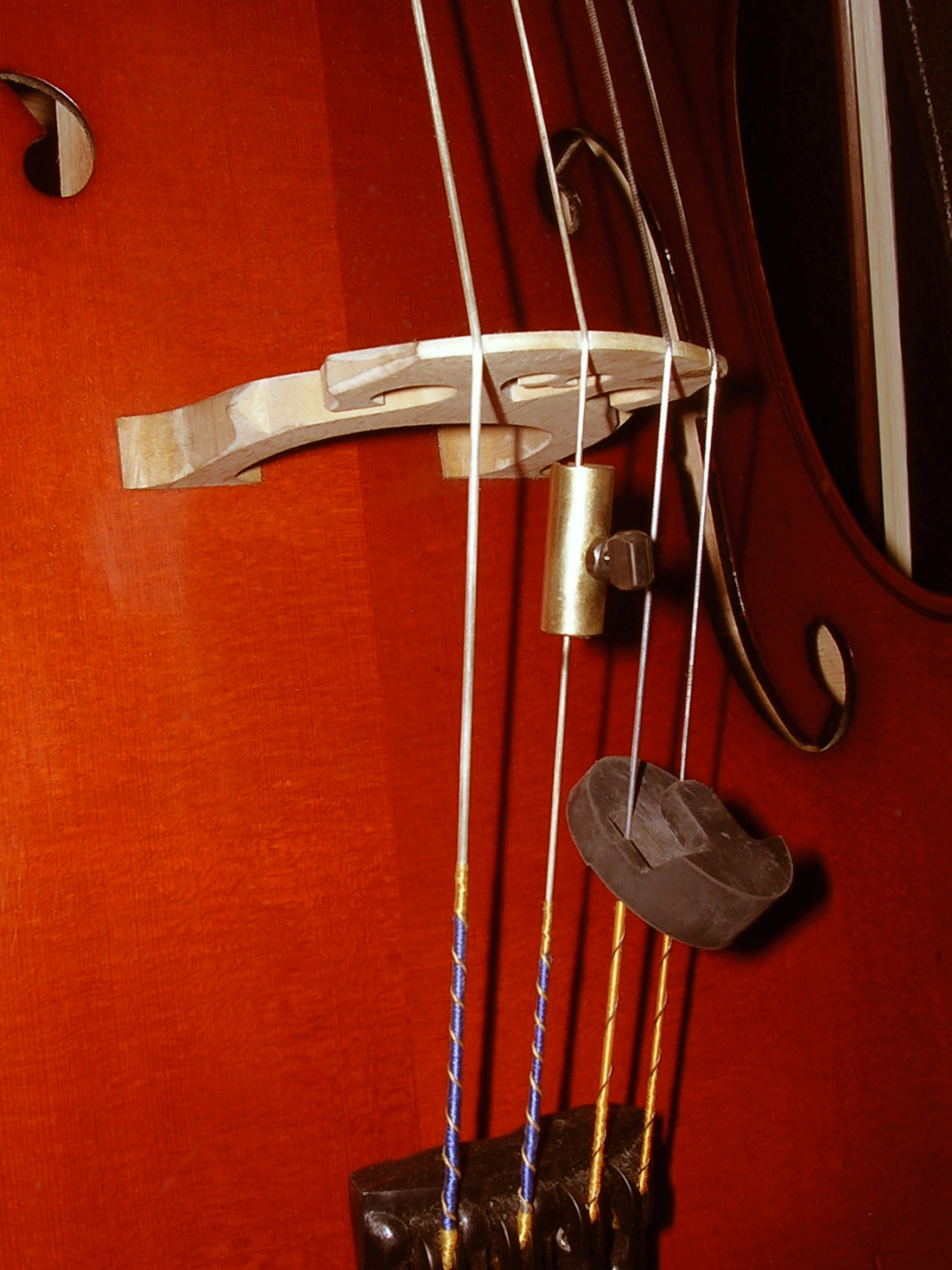
Dämpfer am Cello (oben: sog. „Wolftöter“, unten: verschiebbarer Dämpfer)

Bei Streichinstrumenten ist er häufig eine kammartige Art Klemme aus Ebenholz, die auf den Steg aufgesetzt wird und damit die Schwingungsübertragung von den Saiten auf den Resonanzkörper dämpft. Der Klang wird weicher, „nasaler“ und etwas leiser. Erstmals beschrieben wird der Violindämpfer von Marin Mersenne 1636, Jean Baptiste Lully schreibt ihn 1681 erstmals in einer Komposition vor. Regelmäßig eingesetzt wird der Dämpfer bei Streichinstrumenten aber erst ab der späteren Romantik als essentielles Hilfsmittel zur Klangfarbenerweiterung des Streicherkorpus.
Modernere Ausführungen aus Kunststoff oder Metall können dauerhaft auf den Saiten verbleiben und werden bei Bedarf von einer Ruheposition zwischen Steg und Saitenhalter auf den Steg geschoben. Dies ermöglicht es, den Dämpfer rasch auf- und wieder abzusetzen, was in der Musik seit der Romantik häufiger verlangt wird. „Hoteldämpfer“ sind schwere Dämpfer aus Metall, die den Ton sehr leise machen, was vor allem zum längeren Üben ohne Störung der Umgebung vorteilhaft ist; sie verändern allerdings das Ansprechverhalten des Instruments deutlich.

## Blechblasinstrumente
Bei Blechblasinstrumenten ist der Dämpfer ein Hohlkörper aus Holz (kegelstumpfförmig), Metall (z. B. Aluminium, der Schalltrichterform angepasst), verdichteter Pappe oder Kunststoff, der in den Schalltrichter gesteckt wird und an dem das in das Rohr hineinreichende Ende offen ist.
Dämpfer für Blechblasinstrumente kommen hauptsächlich in der Jazzmusik und ihren Ablegern (Swing, Pop, Tanzmusik der 40er und 50er Jahre) sowie in der Filmmusik und auch in der klassischen Konzertliteratur ab dem frühen 20. Jahrhundert vor.
Bei der Posaune und bei der Trompete werden überwiegend Blechdämpfer verwendet. Die vier wichtigsten und charakteristischsten Varianten sind: Straight („Spitzdämpfer“), Cup, Harmon und Bucket. Außerdem gibt es noch den Plunger aus Gummi sowie den Velvetone-Mute und den Practice Mute („Übungsdämpfer“). In der klassischen Konzertmusik, in der Blechdämpfer vor allem ab dem 20. Jahrhundert angewendet werden, ist die Angabe „mit Dämpfer“ generell auf den Spitzdämpfer bezogen. Auch ist letzterer der in klassischer Konzertmusik am weitesten verbreitete Dämpfer, während Cup, Harmon und Bucket eher in „neueren“ Stilistiken wie Jazz, Pop, Musical oder Filmmusik verbreiteter sind.
Beim Waldhorn ist er meist als ein hohler Kegelstumpf aus dünnem Sperrholz anzutreffen, der mit Korkpolsterstreifen beklebt ist. Der Effekt des „Stopfens“ kann mit einem Stopfdämpfer (kurz: „Stopfer“) oder häufig auch nur mit der Hand erfolgen.
Des Weiteren existieren auch Dämpfer für die Tuba, wobei diese, im Gegensatz zu Dämpfer bei den Trompeten, Hörnern und Posaunen eher selten eingesetzt werden.

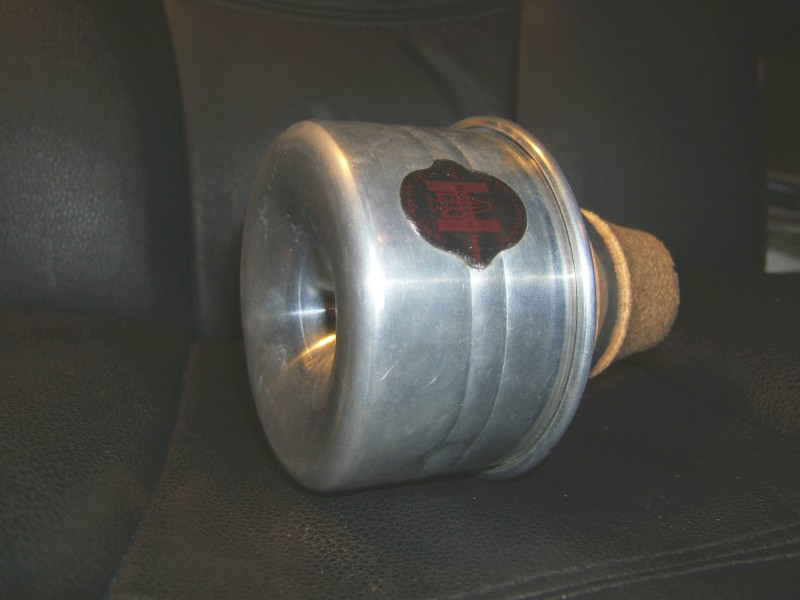
Harmon-Dämpfer ohne Stem aus Aluminium für Trompete, klingt eher hell
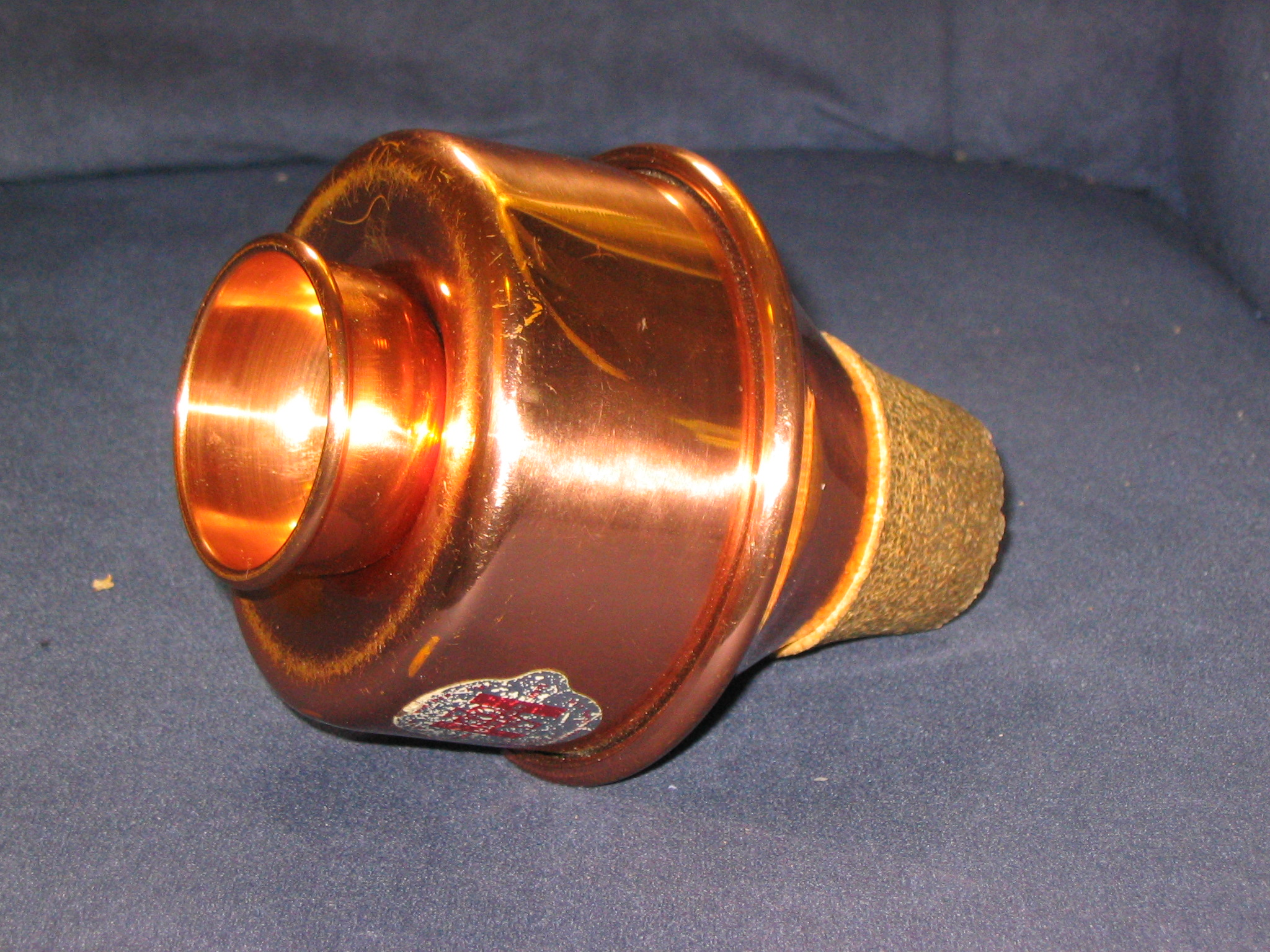
Harmon-Dämpfer mit Stem (Wah-Wah Dämpfer genannt) aus Kupfer für Trompete, klingt eher weich und dunkel
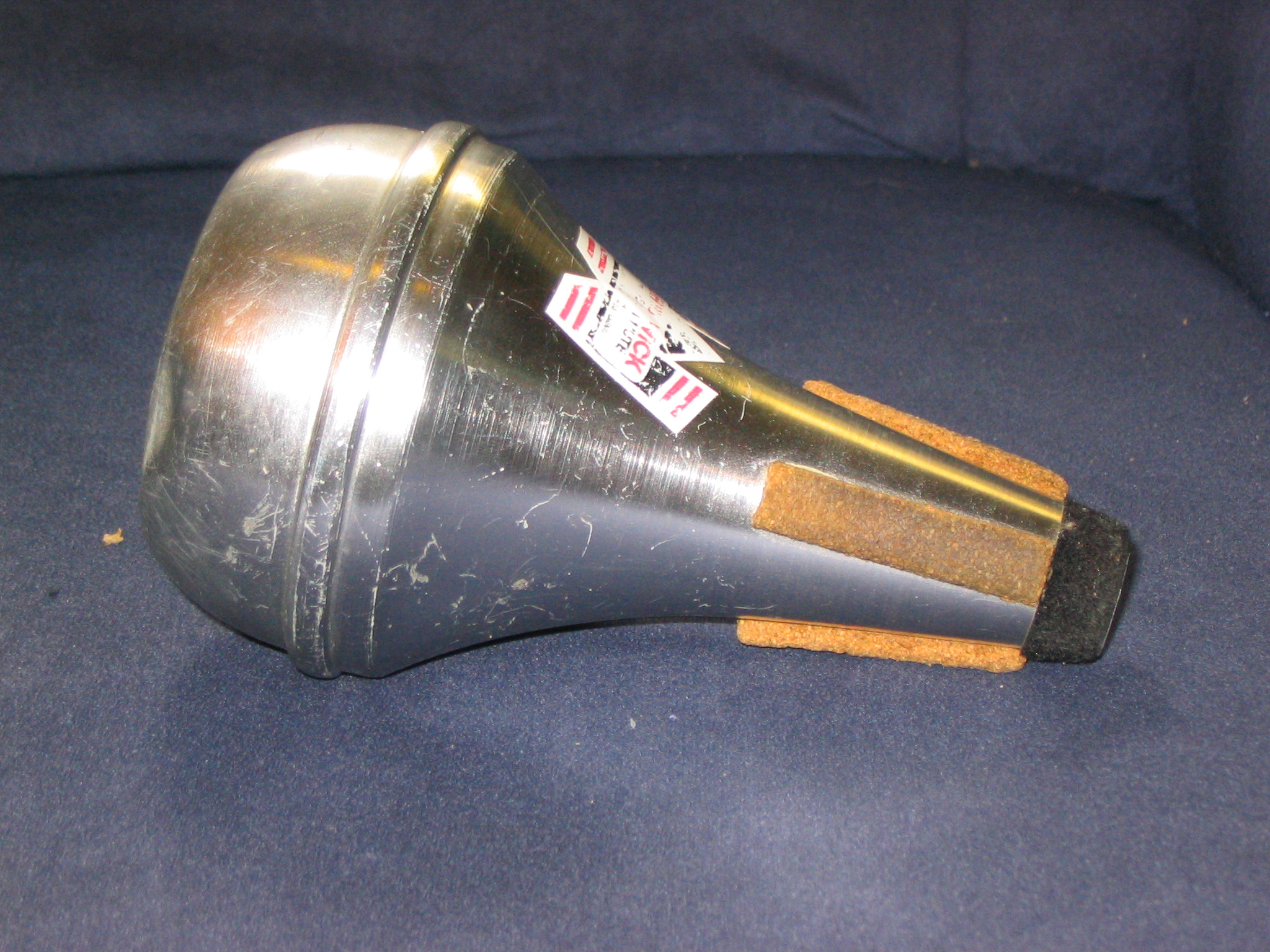
Straight-Dämpfer, Spitzdämpfer für Trompete, klingt durchdringend, scharf
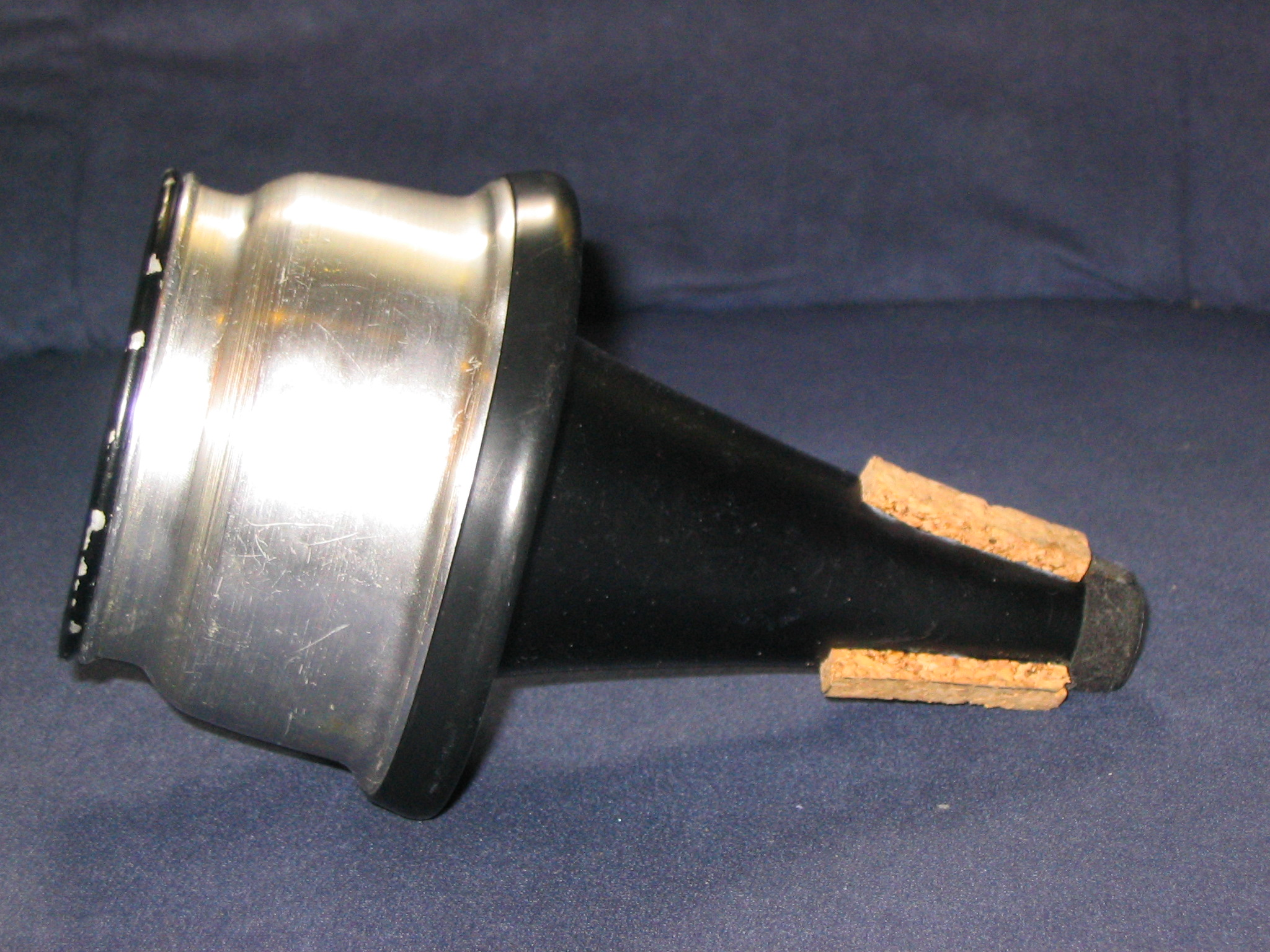
Cup-Dämpfer für Trompete, klingt scharf, aber eher nasal
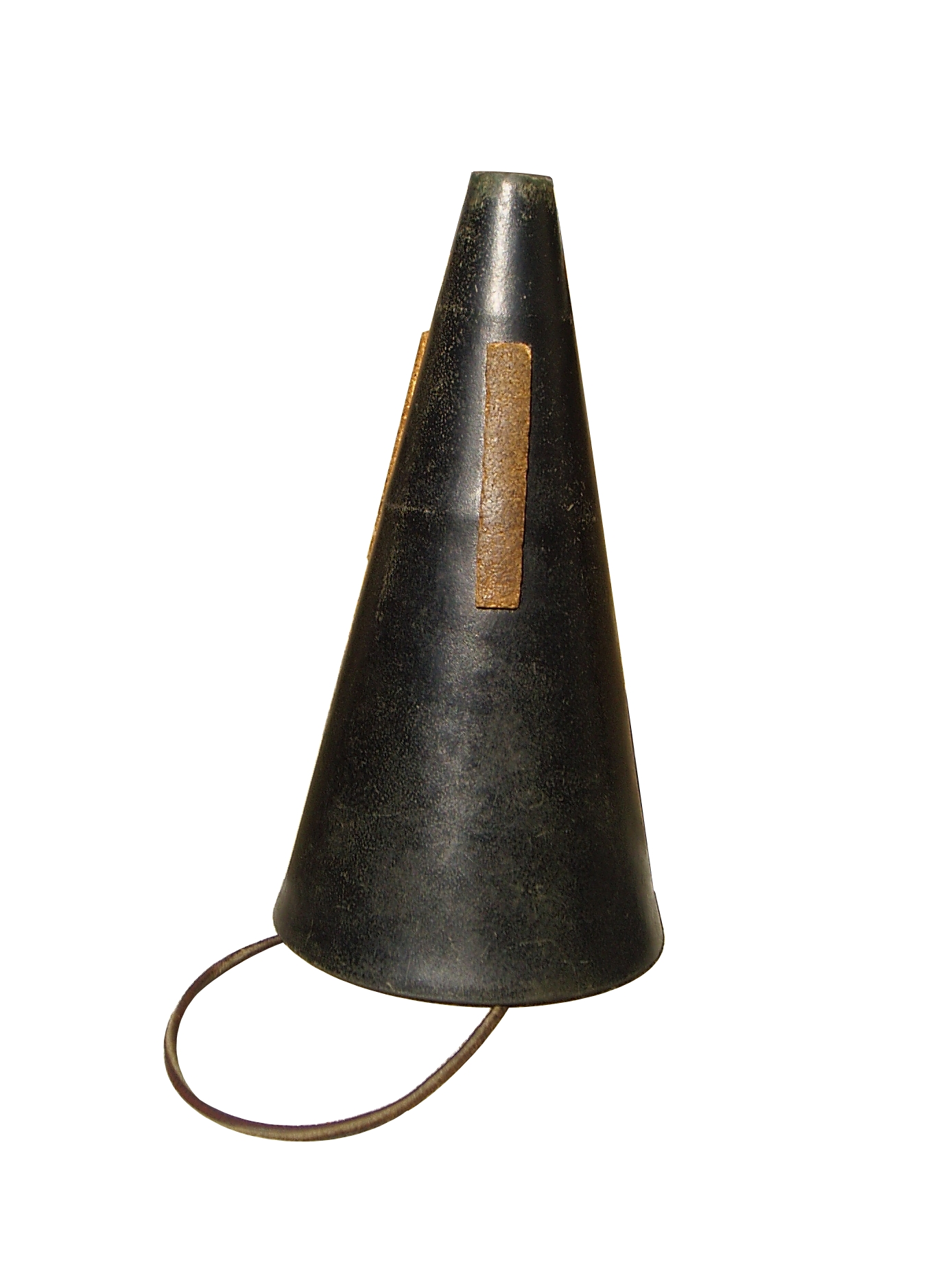
Waldhorn-Dämpfer
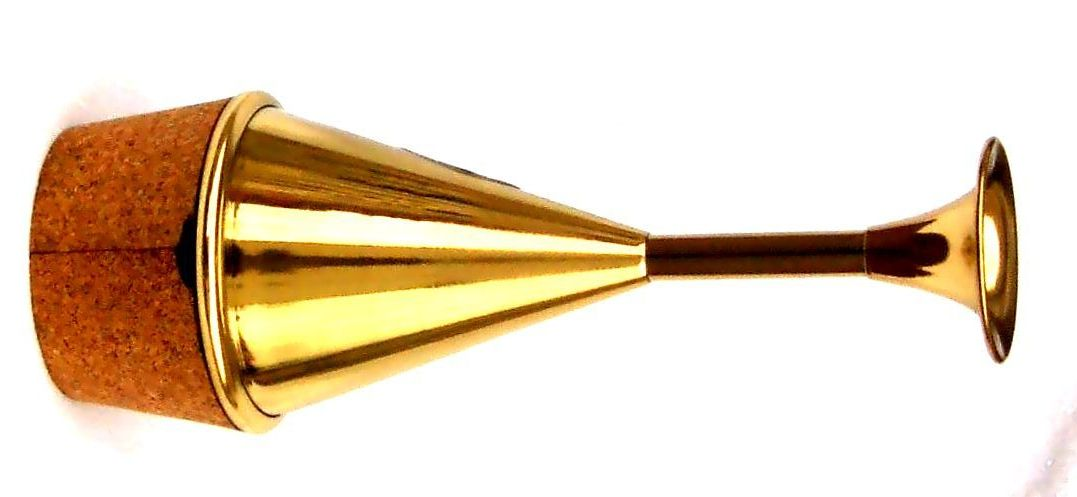
Waldhorn-Stopfdämpfer
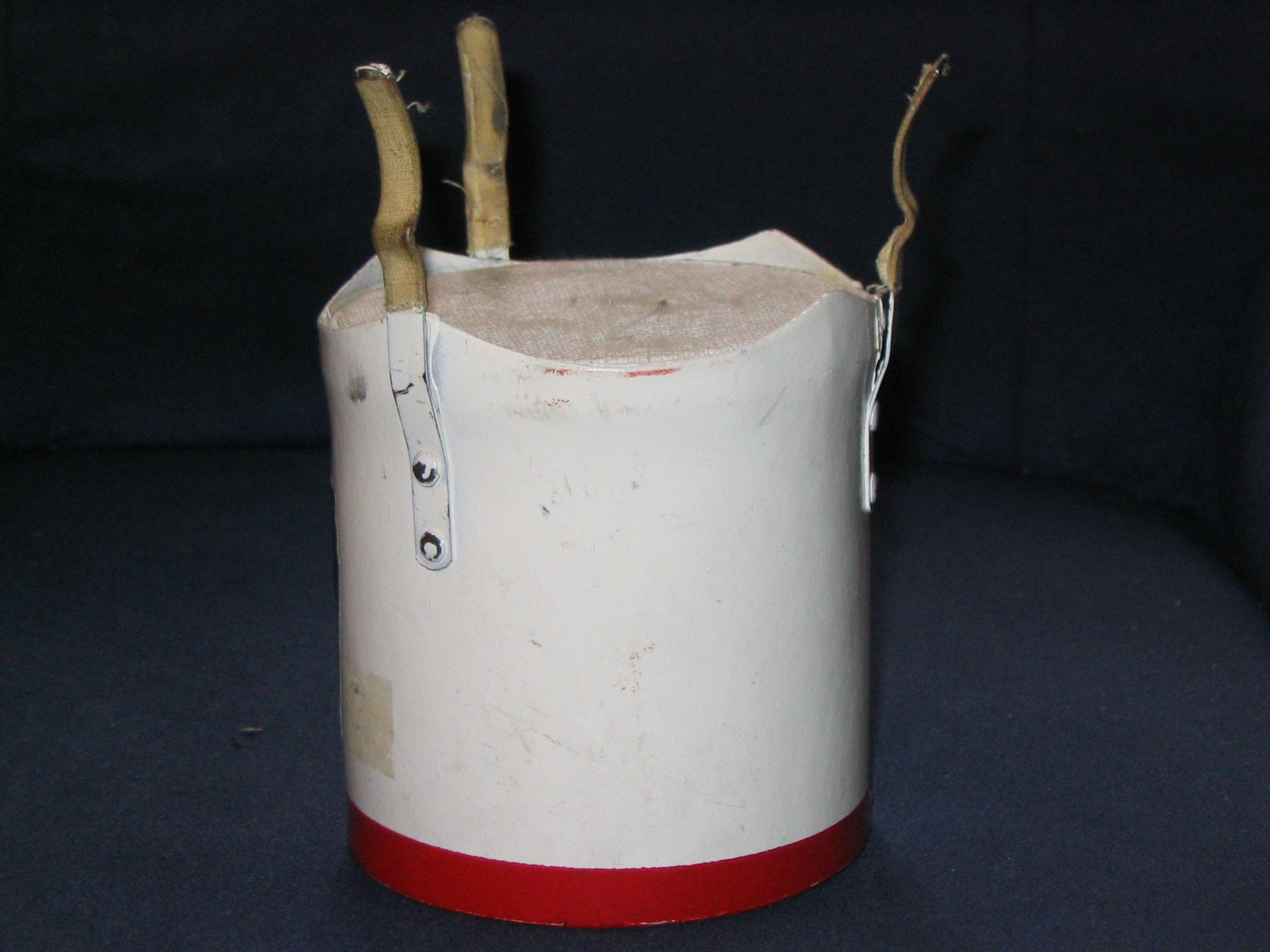
Bucket-Dämpfer oder Velvet-Dämpfer für Trompete, klingt weich, Flügelhornersatz
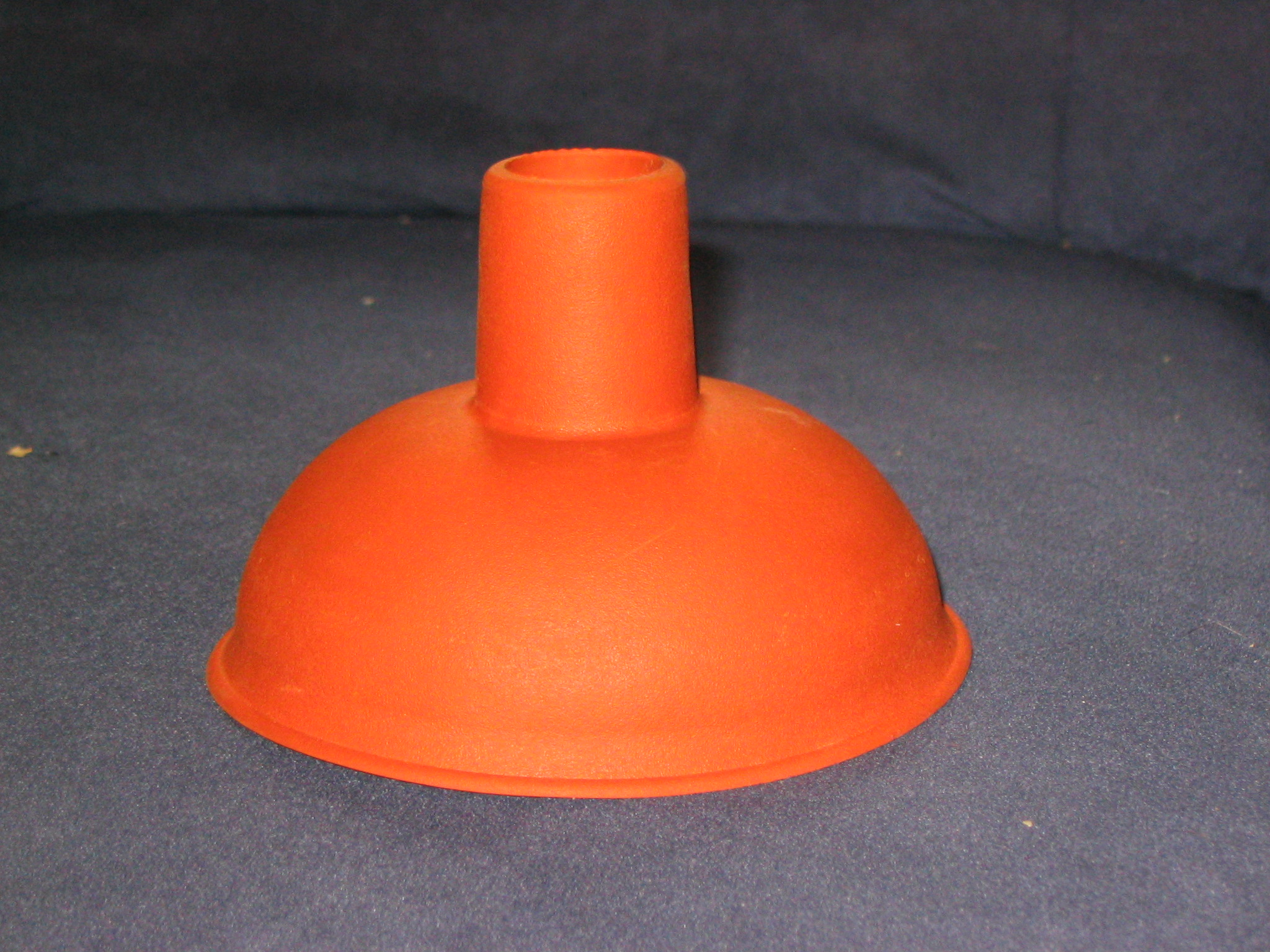
Plunger-Dämpfer für Trompete und Posaune
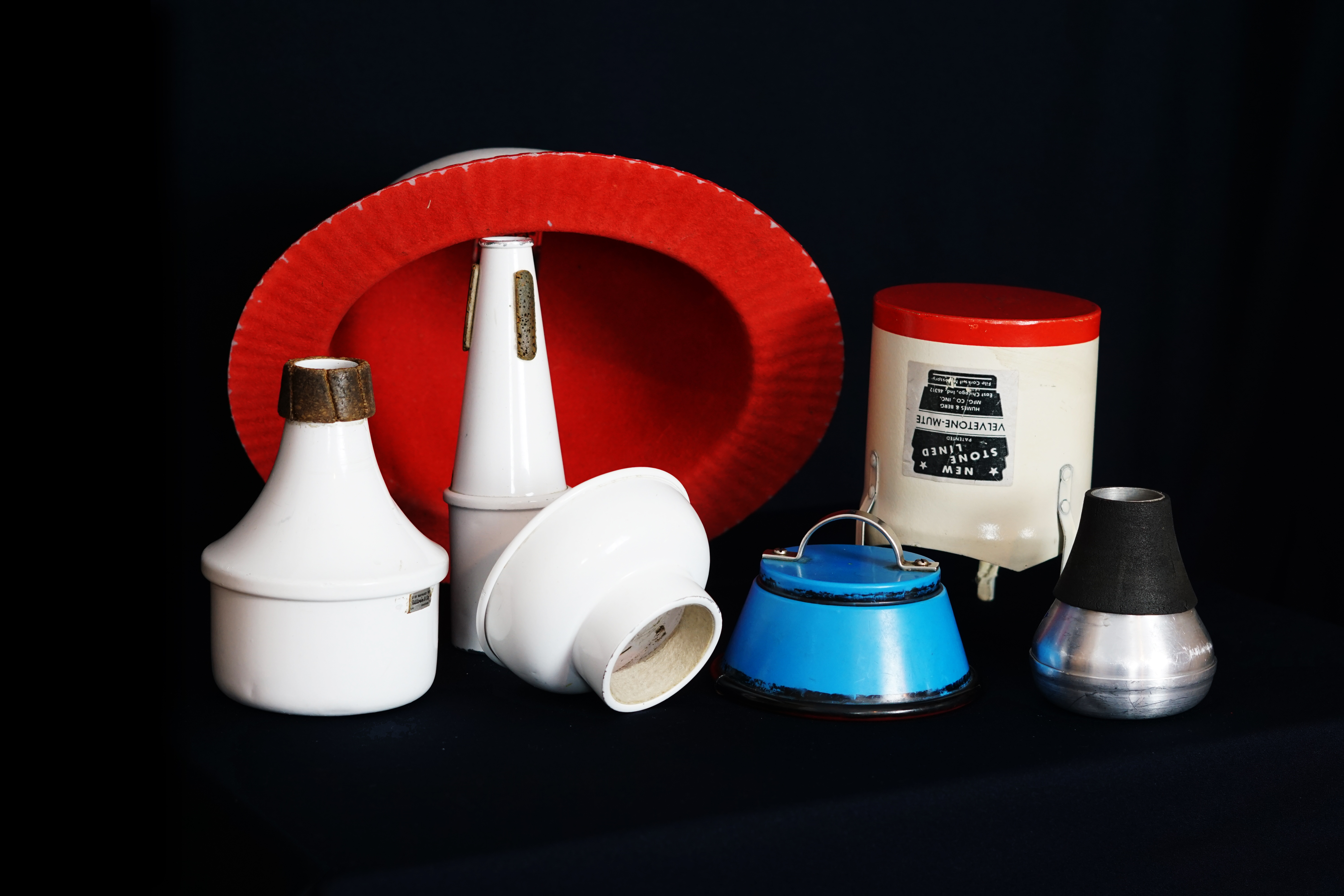
Sammlung an Trompetendämpfer für Bigbands

## Holzblasinstrumente
Im Gegensatz zu den im klassischen Orchester standardmäßig besetzten Blechbläsern (Hörner, Trompeten, Posaunen, Tuba) finden bei den Holzblasinstrumente (Flöten, Oboen, Klarinetten, Fagotte – ggf. Saxophone) Dämpfer nur sehr selten Anwendung. So existieren beispielsweise Dämpfer für Oboe und Fagott, die aber hauptsächlich eine Verringerung des Klangvolumens bewirken sollen oder zum Üben dienen können.

## Tasteninstrumente
Beim Klavier, Hammerklavier und Cembalo gibt es drei grundsätzlich verschiedene Arten von Dämpfern:
- Beim regulären Spiel: Ein Filzblock wird beim Drücken der Taste von der Saite abgehoben, um sie frei schwingen zu lassen. Nach Loslassen der Taste fällt er auf die Saite zurück und verhindert so das Nachklingen.
- Moderator: Beim Klavier wird ein Filzlappen in der Breite des Saitenapparates von einer Mechanik für alle Saiten gleichzeitig zwischen Saite und Hammer gelegt und bleibt dort liegen. Es ergibt sich ein dumpfer Klang, der zwar für eine Aufführung unbefriedigend ist, aber leises Üben ermöglicht. Beim Cembalo wird der sanfte Klang einer Laute imitiert, indem mittels des Lautenzugs an jede Saite in der Nähe ihres Auflagepunktes ein Filzstück gepresst wird.
- Durch Drücken des linken Pedals (Sordino-Pedal/Una-corda-Pedal) wird die Mechanik beziehungsweise die Tastatur des Flügels leicht verschoben, sodass beim Anschlag eine Saite weniger als üblich klingt (beziehungsweise im Bass nicht so stark). Meist treffen durch weniger starke Verschiebung nicht die gewohnten Stellen des Hammerfilzes auf die Saiten, sondern die uneingespielten und daher weicheren Seitenbereiche. Beim Pianino hingegen wird die Mechanik näher an die Saiten gebracht, sodass der Anschlagsweg der Hämmer verkürzt wird.

## Zupfinstrumente
Frühe Modelle des E-Basses wie zum Beispiel der 1951 eingeführte Fender Precision Bass trugen bis in die 1970er-Jahre serienmäßig oft Saitendämpfer, meist aus einem oder mehreren Gummistreifen bestehend, die meist unter einer Saitenabdeckung aus Blech angebracht waren. Damit wurde der Zweck verfolgt, den elektrisch verstärkten Ton der Instrumente dem eines gezupften Kontrabasses anzunähern.
Für die Technik des Tapping gibt es hauptsächlich für E-Gitarren den Tappingdämpfer, der verhindert, dass die leeren Saiten mitschwingen.